# DCLeaks
A DCLeaks (vagy DC Leaks) 2016 júniusában létrejött weboldal, amely számos alkalommal tette közzé több jelentős Egyesült Államokban kormányzati vagy katonai pozíciót betöltő személy privát e-mailjeit. Több kiberbiztonsággal foglalkozó cég a weboldalt a Fancy Bear orosz kiberkémcsoporthoz köti.

## Üzemeltetők
A kiberbiztonsággal foglalkozó ThreatConnect cég elemzése szerint a DCLeaks projekt az orosz titkosszolgálat nyomait viseli magán, és a hozzájuk kötődő támadások hasonlóak a GRU-hoz kapcsolódó Fancy Bear hacker csoport által használt módszerekhez. A ThreatConnect szerint ezek alapján a weboldal valószínűleg kapcsolatban áll a GRU orosz titkosszolgálattal, és a hozzá kapcsolódó Fancy Bear hackercsoporttal.
Az oldal a privát szektorbeli elemzők és az USA titkosszolgálatai szerint is az USA 2016 választásaiba beavatkozó orosz műveletekhez kapcsolódik.
A DCLeaks weboldal saját "Rólunk" oldalán a saját céljaikat úgy fogalmazzák meg, hogy a céljuk "az hogy kiderítsük és elmondjuk nektek az igazságot az USA döntéshozó folyamatairól és hogy bemutassuk az Amerikai politikai élet kulcselemeit". Saját magukról azt állítják, hogy ők "Amerikai hacktivisták akik tisztelik és szeretik a szabad véleménynyilvánítást, az emberi jogokat és az embereket képviselő államot"

## Története
A dcleaks.com domaint 2016. április 19-én regisztrálták be a THCservers.com-on keresztül ami a bejegyzések szerint egy bizonyos Catalin Floricainhoz tartozik és a székhelye egy a volt kommunista időszak alatt csirkefarmként működő terület a romániai Craiova területéhez közel. A weboldal által közzétett fájlokat a Kuala Lumpuri Shinjiru Technology hosztolta az amerikai elnökválasztás időszaka alatt.
A dcleaks.com weboldal 2016 júniusában indult.

### Kiszivárogtatások
2016. június 14-én a média hírül adta, hogy az amerikai Demokrata Párt rendszerét már több mint egy éve feltörték, 2015 nyarán és később 2016 áprilisában is. A támadók rendszer elleni támadásai miatt a párt rendszere használhatatlan volt a 2016. június 11- és 12-ei hétvégén.
2016. június végén egy magát Guccifer 2.0-nak nevező egyén azt írta újságíróknak, hogy látogassák meg a DCLeaks weboldalt ha látni akarják a Demokrata Párttól lopott e-maileket. A weboldalon 2016. július 22. kezdetével a már korábban a wikileaksen már megjelent e-mailek mellett még több mint 150 000 személyes gmail fiókokból származó és a demokrata párt belső rendszeréből lopott e-mailek is elérhetőek voltak. Ezeket aztán a wikileaks is átvette.
2016. július 1-jén DCLeaks nyilvánosságra hozta Philip Breedlove tábornok (a NATO korábbi európai vezetője) levelezését. Az e-mailek állítólagosan bizonyítják, hogy Breedlove szerette volna elérni, hogy Obama elnök félretegye a vonakodását az oroszokkal való konfrontációra, a Kelet-ukrajnai háború miatt.
2016. augusztus 12-én a DCLeaks nyilvánosságra hozott kb. 300 e-mailt, republikánusoktól is, pl. John McCain arizonai szenátor és Lindsey Graham dél-karolinai szenátor 2016-os kampánycsapatától és a 2012-es elnökjelölt és minnesotai választott képviselő Michele Backmanntól származó leveleket. A levelek között volt 18 e-mail, ami az illinousi Republikánus Párttól származott.
2016. augusztus 12-én DCLeaks nyilvánosságra hozta több mint 200 demokrata törvényhozó személyes adatait, néhány esetben a személyes telefonszámaikat is. A számos telefonbetyár hivás miatt, amit Hillary Clinton kapott és amiatt, hogy a kampánycsapata elvesztette az uralmat az e-mail rendszerük fölött, a szivárogtatás jelentősen hátráltatta a kampányukat. Végül 2016. október 7. kénytelenek voltak, megváltoztatni az általuk használt e-mail és a telefonszámokat, aminek részeként Hillarynek, a hírek szerint, egyenként kellett végighívogatnia mindenkit, hogy értesítse őket az új telefonszámáról.
2016. augusztus 15-én a DCLeaks nyilvánosságra hozott 2576, nagyrészt a Soros György Nyílt Társadalom Alapítványától származó, fájlt. A kiszivárogtatás tartalmazta az Alapítvány belső terveit, stratégiáját, prioritásokat és egyéb Soros által világszerte végzett tevékenységeket.
2017 novemberében az Associated Press megírta, hogy az FBI-nak nem sikerült ellátni a tájékoztatási/figyelmeztetési feladatukat és nem értesítettek szinte senkit sem, a 312 magas rangú kormányzati és katonai tisztséget betöltők közül, akiket a orosz Fancy Bear csoport célba vett és a privát levelezésük nyilvánosságra került a weboldalon. Ezzel az FBI a saját szabályzatát is megsértette, amely szerint értesítenék azokat, akik hackertámadás áldozatai lettek.